# Helicobacter pylori
Helicobacter pylori este o bacterie care infectează mucoasa stomacului și a duodenului. Denumirea ei provine de la forma de helix, formă care se pare că este responsabilă de adaptabilitatea și capacitatea de infectare în mediul puternic acid de la nivelul stomacului.
Mai mult de 60% din populația globului au H. pylori în partea superioară a tractului lor gastrointestinal. Infecția este mai răspândită în țările în curs de dezvoltare decât în Occident.

## Istoric
Deși identificată încă din anul 1875 de savanți germani, care nu o pot crește în condiții de laborator, primul care o studiază mai în amănunt este doctorul Giulio Bizzozero, pentru ca în anul 1889 profesorul Walery Jaworski (Universitatea Jagellonă din Cracovia), care studia sedimentele rezultate în urma spălăturilor gastrice, să identifice aceste bacterii cu formă caracteristică de helix (pe care le numește Vibrio rugula), ca fiind responsabile de patogenitatea afecțiunilor gastrice. Observațiile sale rămân în mare parte necunoscute pînă în anii 1980, ani în care patologul australian Robin Warren (1979) și Barry Marshall (1981), reușesc să izoleze bacteria de la nivelul stomacului și, mai mult, să o cultive în medii de cultură adecvate. Tot ei sunt cei care incriminează bacteria ca fiind răspunzătoare de infecțiile gastrice.

## Patogenia infecției cuH. pylori
Mucoasa gastrică este bine protejată împotriva infecțiilor bacteriene. Helicobacter pylori este bine adaptat la această nișă ecologică, având caractere unice, care îi permit intrarea în mucus, atașarea la celulele epiteliale, evitarea răspunsului imun și, în consecință, colonizarea persistentă și transmiterea.
După ce este ingerată, bacteria trebuie să eludeze activitatea bactericidă a conținutului gastric și să pătrundă în stratul mucos. Producția de urează și motilitatea sunt esențiale pentru acest prim pas al infecției. Ureaza hidrolizează ureea în dioxid de carbon și amoniac, permițând Helicobacter pylori să supraviețuiască în mediul acid. Activitatea enzimatică este reglată de un canal unic pH dependent, care se deschide la pH scăzut și blochează influxul de uree la pH neutru. Motilitatea este esențială pentru colonizare.
Tulpinile de Helicobacter pylori au virulență variată și o amplă diversitate genomică, dar majoritatea pot fi subclasificate în raport cu expresia toxinei vacuolizante VacA și citotoxinei asociate CagA în 2 fenotipuri: I (VacA+, CagA+) și II (VacA-, CagA-). Tulpinile tip I induc un răspuns inflamator gastric mai intens și se asociază mai frecvent cu ulcerul, cancerul gastric și limfomul MALT.

## Răspunsul gazdei laH. pylori
Helicobacter pylori determină o inflamație continuă a mucoasei gastrice la toate persoanele infectate. Acest răspuns inflamator constă inițial în recrutarea neutrofilelor, urmate de limfocitele T și B, plasmocite și macrofage, cu alterarea stratului epitelial. Cum H. pylori rareori invadează mucoasa gastrică, răspunsul gazdei este inițiat de atașarea bacteriei la celulele epiteliale. Agentul patogen se poate lega la moleculele complexului major de histocompatibilitate MHC de clasa a II-a la suprafața celulelor epiteliale gastrice, inducându-le apoptoza. Ureaza produsă de H. pylori poate contribui la extravazarea și chemotactismul neutrofilelor.
Infecția cu H. pylori induce un răspuns imun umoral sistemic și al mucoasei gastrice destul de susținut. Această producție de anticorpi nu duce la eradicarea infecției, dar poate contribui la alterarea tisulară. Unii pacienți infectați cu această bacterie au un răspuns autoimun împotriva ATP-azei H/K din celulele parietale gastrice, care se corelează cu atrofia corpului gastric.
Expunerea persistentă a mucoasei gastrice la H. pylori determină deci apariția unui răspuns imunologic specific, mediat printr-o bogată mixtură de citokine. IL-12 este o citokină produsă îndeosebi de fagocite (neutrofile, monocite, macrofage) ca răspuns la bacterii. Ea stimulează producerea de g-interferon, favorizează activitatea citotoxică a celulelor NK (natural killer) și diferențierea limfocitelor T helper din subsetul Thl. Acestea eliberează IL-2 și g-interferon determinând un răspuns proinflamator, iar Th2 activează răspunsul imun umoral (imunoglobulina G, imunoglobulina A mucosală) prin IL-4, IL-5 și IL-6. În infecția cronică cu H. pylori domină răspunsul imun de tip Thl.

## Concluzii
- Descoperirea H. pylori ca agent cauzator al bolii ulceroase a revoluționat puterea de înțelegere a tratamentului medical.
- Terapia anti H. pylori a diminuat foarte mult recidivele.
- Eradicarea acestei bacterii grăbește vindecarea și reduce riscul de recurență sau hemoragii la pacienții cu ulcer gastric sau duodenal.

## Teste pentru identificareaHelicobacter pylori

### Testul anticorpilor serici
Eșantionul de sânge este recoltat de la nivelul unei vene periferice a brațului. O bandă elastică este strânsă în jurul brațului. Pacientul poate avea senzația de presiune la nivelul brațului. În momentul introducerii acului în venă unii pacienți nu simt nimic, alții simt o pișcătură sau o înțepătură ușoară.

### Testul respirator cu uree
Acest test nu produce disconfort pacientului.

### Testul antigenului de la nivelul materiilor fecale
Colectarea mostrei de materii fecale nu produce disconfort. În cazul în care colectarea se face de către personal calificat (și nu de pacient), introducerea tamponului la nivelul ampulei rectale poate provoca senzație de presiune sau disconfort local.

### Biopsia gastrică
Pacientul poate simți o înțepătură scurtă, ascuțită asemănătoare cu cea a unei injecții atunci când acul este introdus intravenos. Anestezia locală (la nivelul faringelui) cu spray poate determina apariția unui gust ușor amar, iar pacientul va simți senzație de amorțeală și tumefiere la nivelul limbii și faringelui. Unii pacienți relatează că au avut senzația că nu pot respira atunci când tubul endoscopului este introdus pe gură, dar aceasta este o falsă senzație produsă de anestezia locală. Există întotdeauna suficient spațiu pentru respirație în jurul tubului din regiunea gurii și faringelui. Se recomandă respirații rare și profunde.
De asemenea mai pot apărea senzație de greață, balonare sau dureri abdominale în timpul mișcării endoscopului. Deși pacientul nu poate vorbi în timpul procedurii deoarece are un tub introdus de-a lungul faringelui, el va putea comunica cu medicul specialist. În cazul în care disconfortul este sever, se recomandă atenționarea medicului prin semne stabilite de la început sau printr-un semn ușor pe mână.
Medicamentele care se administrează intravenos înainte de începerea procedurii pot cauza somnolență. Alte efecte adverse care pot apărea includ dificultăți de vorbire, uscarea gurii, vedere încețoșată, căderea pleoapelor, simptome care pot persista câteva ore după efectuarea testului. De asemenea, pacientul nu își poate aminti ce s-a întâmplat în timpul testului.

## Riscurile și complicațiile testelor de identificare aHelicobacter pylori

### Testul anticorpilor serici
Nu există riscuri majore în cazul recoltării unei probe de sânge:
- poate apărea o mică vânătaie la locul puncției; acest lucru poate fi prevenit prin aplicarea unei presiuni pe zona respectivă timp de câteva minute
- în cazuri rare, vena de la nivelul căreia a avut loc recoltarea poate deveni umflată; această afecțiune se numește flebita; în acest caz se recomandă aplicarea de comprese umede de câteva ori pe zi
- sângerare de la nivelul puncției poate fi o complicație în cazul persoanelor care prezintă tulburări de coagulare; o serie de medicamente ca Aspirina, Warfarina și altele, pot provoca tulburări de coagulare; de aceea se recomandă informarea medicului specialist dacă pacientul ia medicamente anticoagulante sau prezintă tulburări de coagulare.

### Testul respirator cu uree
Nu există riscuri în cazul practicării acestui test. În cazul folosirii carbonului radioactiv, gradul radioactivității este comparativ cu cel la care suntem expuși în fiecare zi de către radiațiile ultraviolete.

### Testul antigenului de la nivelul materiilor fecale
Acest test nu prezintă riscuri sau complicații. Cu toate acestea, se recomandă spălarea mâinilor după recoltarea mostrei, pentru evitarea răspândirii infecției.

### Biopsia gastrică
Există un risc foarte mic de a găuri peretele esofagului, stomacului sau duodenului în timpul efectuării endoscopiei pentru recoltarea mostrei de perete gastric. De asemenea poate apărea sângerare la nivelul locului puncției. Cu toate acestea, sângerarea se oprește fără tratament.
După efectuarea endoscopiei poate apărea senzația de vomă sau de balonare. De asemenea mai poate apărea senzația de gât iritat, uscat, răgușeală ușoară sau ușoară inflamație a faringelui; aceste simptome pot dura câteva zile; pot fi utile pastilele pentru gât sau gargara cu apă caldă și ușor sărată; se interzice consumul de alcool după efectuarea testului.
Se recomandă contactarea medicului dacă:
- apare hematemeza (vărsătură cu sânge) sau melena (scaun cu sânge, lucios, negru ca păcura)
- apar probleme la înghițire sau de vorbire
- apare scurtarea respirației sau bătăi cardiace accentuate
- apare durere abdominală sau cardică a cărei intensitate crește
- apare durere de gât sau de umăr
- apare febra.

Testul pentru Helicobacter pylori este efectuat pentru:
- a determina dacă infecția cu H. pylori este cea care produce ulcer sau inflamația mucoasei gastrice (gastrita)
- a stabili dacă tratamentul pentru H. pylori a fost efectuat cu succes.

## Tratamente naturiste
Mastic gum (capsule continand extract din rasina arborelui de mastic), Goldenseal, probiotice
Ghimbir, Broccoli, Ulei de Măsline (presat la rece)

## Legături externe
- ro  despreboli.ro